# Cesar Millan

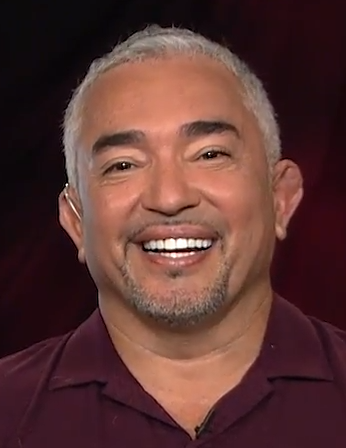
Cesar Millan (2018)

Cesar Millan (* 27. August 1969 in Culiacán, Mexiko als César Felipe Millán Favela) ist ein mexikanisch-US-amerikanischer Hundetrainer und Buchautor, der in Deutschland durch die Fernsehserie als „Der Hundeflüsterer“ bekannt wurde.

## Leben und Karriere
Geboren in Culiacán, Sinaloa, Mexiko, zog Millan mit 13 Jahren mit seiner Familie nach Mazatlán. Mit 21 Jahren wanderte er illegal in die USA ein, ohne jegliche Englischkenntnisse oder Bekanntschaften dort. Unterstützt von Jada Pinkett Smith gründete er die „Pacific Point Canine Academy“ und einige Jahre später das „Dog Psychology Center“, eine 8100 m² große Anlage in Los Angeles. Am 13. September 2004 wurde seine Reality-TV Sendereihe „Der Hundeflüsterer“ (engl. Dog Whisperer) zum ersten Mal auf dem National Geographic Channel ausgestrahlt, seit Juli 2009 über Nat Geo Wild auch in Deutschland und inzwischen auch über Sixx. Die letzte Sendung der Reihe lief erstmals am 7. Juli 2012. Seit 2013 gibt es, ebenfalls auf Nat Geo Wild, eine neue Sendereihe Leader of the Pack (deutsch: Rudelführer).
Millan lebt in Santa Clarita. Anfang Juni 2010 reichte seine Frau Ilusión Wilson Millan nach 16 Jahren Ehe die Scheidung ein. Seit August 2010 ist Cesar Millan mit Jahira Dar liiert.

## Kritik
Auf Verhalten von Tieren spezialisierte Tierärzte, so die European Society of Veterinary Clinical Ethology (ESVCE) und die American Veterinary Society of Animal Behavior (AVSAB), kritisierten 2009, dass Millan mit aversiven Trainingsmethoden arbeite.
Im Jahr 2012 forderte der Berufsverband der Hundeerzieher und Verhaltensberater vom Sender Sixx die Einstellung der Sendung „Der Hundeflüsterer“. Millan arbeite ausschließlich mit Strafe, die „therapierten“ Hunde seien keineswegs resozialisiert und stellten mitunter eine Gefahr für die Halter dar, da ihre Reaktionen absolut unberechenbar seien. Zu befürchten sei, dass viele Zuschauer trotz der vor der Sendung von Sixx eingeblendeten Warnhinweise zu Nachahmern des „Hundeflüsterers“ würden.
Bei Millans Deutschlandtournee 2014 durfte er in Niedersachsen nicht alleine mit Hunden auf der Bühne auftreten, da er die für Hundetrainer in Deutschland obligatorische Sachkundenachweisprüfung nicht bestanden hatte.
Millans Methoden werden unter anderem deshalb kritisiert, weil er in seinen Büchern Stachelhalsbänder empfahl und mit Elektroschocks arbeitet.
Millan arbeitet auf Basis der „Packleader-Theorie“ (Rudelführer-Theorie). Diese sei laut Kritikern empirisch überholt.

## Bibliographie
- Tipps vom Hundeflüsterer: Einfache Maßnahmen für die gelungene Beziehung zwischen Mensch und Hund Arkana 2007, ISBN 978-3-442-33782-8.
- Du bist der Rudelführer: Wie Sie die Erfahrungen des Hundeflüsterers für sich und Ihren Hund nutzen Arkana 2008, ISBN 978-3-442-33813-9.
- Welcher Hund passt zu uns? Ein Beziehungsratgeber für Familie und Hund Arkana 2009, ISBN 978-3-442-33868-9.
- Cesar Millans Welpenschule: Die richtige Hundeerziehung von Anfang an Arkana 2010, ISBN 978-3-442-33879-5.
- Cesar Millan: Die Glücksformel für den Hund – 98 Tipps vom Hundeflüsterer National Geographic 2013, ISBN 978-3-86690-376-0.